# Oversea-Chinese Banking Corporation

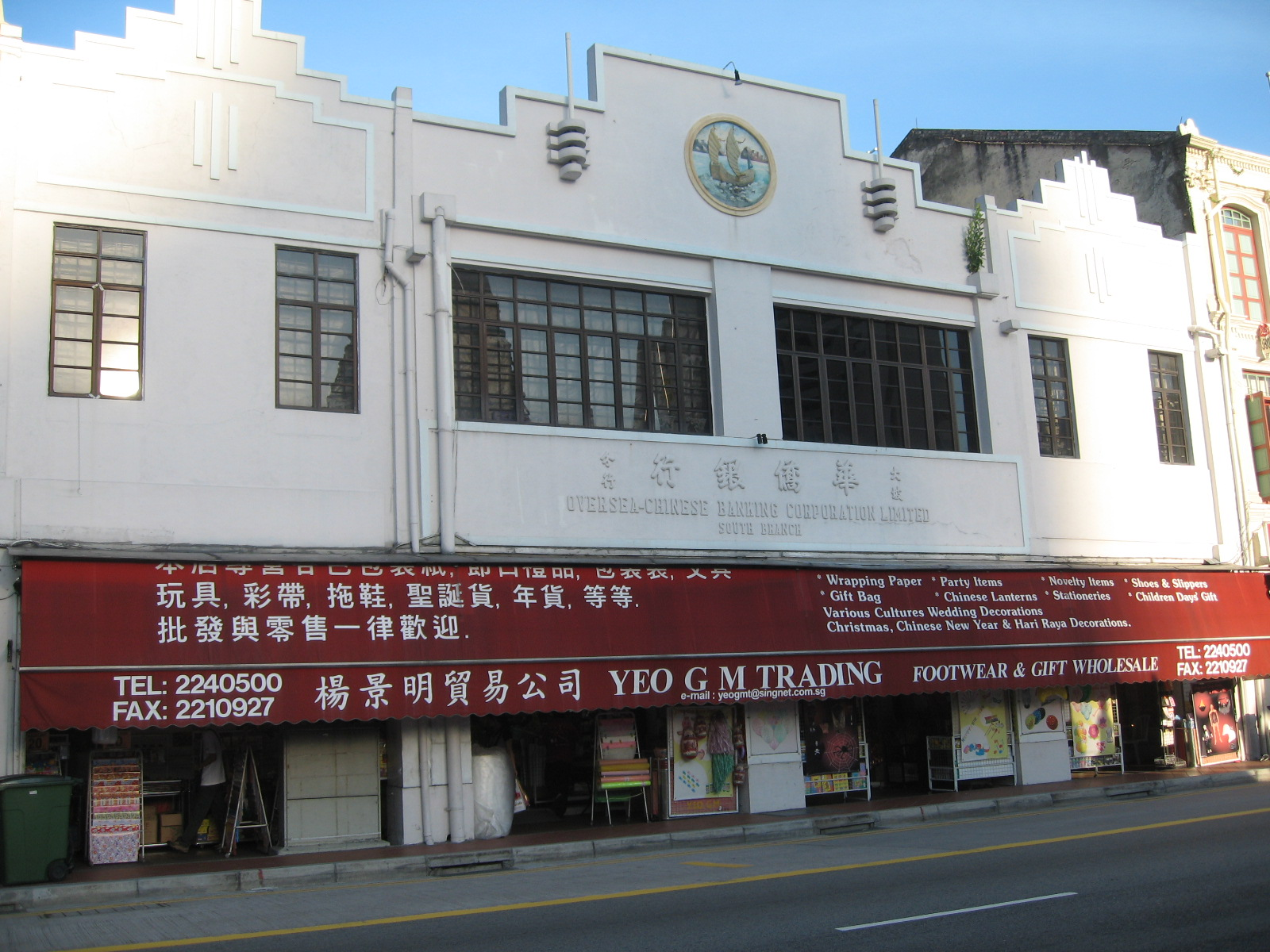
Antic OCBC Bank a South Bridge Road, Singapur

L'Oversea-Chinese Banking Corporation Limited (xinès simplificat: 华侨银行有限公司), abreujat com OCBC Bank (华侨银行), és una organització de serveis financers que cotitza en borsa amb seu a Singapur. L'OCBC Bank és un dels bancs de Singapur capdavanters al seu mercat local, amb actius del grup de més de 224.000 milions SGD. Té un de les majors ràtios de crèdit bancari de la regió. A data de novembre de 2010, és el major banc de Singapur per capitalització de mercat.
La xarxa global del banc ha crescut fins a comprendre més de 530 sucursals amb oficines de representació en 15 països i territoris, incloent Singapur, Malàisia, Indonèsia, Xina, Hong Kong, Japó, Austràlia, Regne Unit i EUA. Té prop de 411 sucursals i oficines a Indonèsia operades per la seva subsidiària, Bank OCBC NISP.

## Història
L'OCBC Bank fou fundat després de la Gran Depressió amb la fusió de tres bancs l'any 1932 —el Chinese Commercial Bank (1912), el Ho Hong Bank (1917) i l'Oversea-Chinese Bank (1919).
L'entitat, ja combinada, va prosperar sota la gestió d'empresaris locals i capdavanters de la comunitat local, especialment Lee Kong Chian (1938–1964), Tan Chin Tuan (1966–1983) i Lee Choon Seng (que exercia de director durant l'ocupació japonesa), i finalment es va convertir en un dels majors bancs de Singapur i Malàisia. L'OCBC Bank era l'únic banc estranger amb sucursals a la Xina en la dècada de 1950.
Des d'OCBC van ser els primers a introduir sistemes de seguretat nocturns a Singapur i Malàisia, que permetien als clients dipositar diners i valors després de les hores de feina. L'any 1958, foren els primers a establir un banc mòbil, dirigit a les persones que vivien en els suburbis. Malgrat la seva fortalesa i innovacions històriques, el banc fou durament criticat per no expandir-se amb suficient rapidesa per satisfer les necessitats de la comunitat de negocis xinesa en el període de postguerra, especialment en les petites poblacions de la península de Malaca. Un dels seus crítics va ser Khoo Teck Puat, que posteriorment va abandonar el banc per establir la nova entitat Malayan Banking.
L'OCBC era vist com un dels pioners al mercat asiàtic del dòlar en la dècada dels seixanta. Cap a 1970, els recursos del banc excedien els 1000 milions de SGD, la qual cosa convertia l'OCBC en la institució financera amb base a Singapur amb els majors dipòsits. En 1972, el banc va adquirir el Four Seas Communications Bank, el més antic banc supervivent de Singapur.

## Esdeveniments clau corporatius
- 1912: S'estableix a Singapur el Chinese Commercial Bank
- 1917: S'estableix a Singapur el Ho Hong Bank
- 1919: S'estableix a Singapur el Oversea-Chinese Bank
- 1932: Es forma l'OCBC per fusió de l'Oversea-Chinese Bank, el Ho Hong Bank i el Chinese Commercial Bank
- 1942: Tots els bancs locals tanquen breument durant l'ocupació japonesa però la majoria, entre ells l'OCBC, reobren l'abril de 1942.
- 1948: Primer banc a Singapur a introduir un sistema de seguretat nocturn
- 1958: Primer banc a Singapur en proporcionar un servei bancari mòbil, amb una furgoneta convertida en banc portant els serveis a zones suburbanes i perifèriques
- 1972: Adquireix el Four Seas Communications Bank, el banc més antic supervivent a Singapur. El banc havia estat fundat en 1906 sota el nom Sze Hai Tong Bank per donar servei a la comunitat Teochew. El banc tenia sucursals a Bangkok, on es va convertir al primer banc xinès a operar a la zona quan va obrir la seva sucursal el 1909 i a Hong Kong.
- 2000: Adquireix el Bank of Singapore
- 2001: Adquireix Keppel Cabdal Holdings
- 2003: Es fusiona l'OCBC Finance amb l'OCBC Bank
- 2004:
  - març - Proposta d'adquisició del 22,5 % de les accions de PT Bank NISP, Indonèsia
  - abril - Anunciada s'anuncia la intenció de fer una oferta de 2800 milions de dòlars de Singapur pel Great Eastern Holdings
  - juny - S'aconsegueix una participació del 81,1 % de l'accionariat del Great Eastern Holdings (GEH)
  - desembre - S'anuncia la intenció d'augmentar la participació en el PT Bank NISP fins al 51 %
- 2005:
  - març - Obertura oficial de l'e2 Power’s Cyberjaya Office
  - abril - el Bank NISP es converteix en subsidiari de l'OCBC Bank; col·laboració amb el Bank NISP per llançar un servei de caixers automàtics
  - juny - Obertura oficial de la nova seu corporativa a Kuala Lumpur; augment de la participació en el Bank NISP fins al 70,62 %; s'anuncia la fusió de la gestió d'actius d'OAM amb Straits Lion
  - juliol - Obertura d'una sucursal exterior a Brunei
- 2006:
  - juny - Es completa l'adquisició del 12,2 % del banc xinès Ningbo Commercial Bank
  - agost - S'aconsegueix el 87,1 % de participació en el GEH després d'una oferta en metàl·lic;e s completa l'adquisició d'un 10 % addicional del banc xinès Ningbo Commercial Bank
- 2007:
  - agost - Comencen les operacions d'OCBC Xina
  - novembre - Es rep l'aprovació del Banc Negara de Malàisia per instituir una filial de la Banca Islàmica
- 2008:
  - gener - S'anuncia una oferta d'adquisició del PacificMas Berhad
  - abril - S'aconsegueix l'adqusició del 67 % de les accions de PacificMas Berhad
  - desembre - Comencen les operacions de negoci de la filial de banca islàmica OCBC Al-Amin; la filial indonèsia, Bank NISP, es reanomena a Bank OCBC NISP
- 2009:
  - octubre - S'anuncia la intenció d'adquirir l'ING Àsia Private Bank Ltd i les seves entitats afiliades
- 2010:
  - es completa l'adquisició de l'ING Àsia Private Bank Ltd i subsidiàries. Amb aquesta adqusició, l'ING Àsia Private Bank Ltd es converteix en subsidiària al 100 % de l'OCBC Bank, i pren el nom de "Bank of Singapore Limited". L'existent Bank of Singapore Limited, que és una altra subsidiària 100 % del OCBC Bank, canvia el seu nom al Singapore Island Bank Limited el mateix dia.

## Adquisicions

### Singapore Island Bank
El Singapore Island Bank Limited és una entitat amb llicència bancària totalment subsidiària de l'OCBC Bank. El Singapore Island Bank té un capital de 100 milions de SGD, i està regulada per les Lleis i Regulació Bancària de Singapur. Conté una divisió de banca per internet, finatiQ.
El Singapore Island Bank es coneixia anteriorment com a Bank of Singapore. El 29 de gener de 2010, l'OCBC Bank va completar l'adquisició de l'ING Àsia Private Bank, i en va canviar el nom per Bank of Singapore. Simultàniament, el banc que albergava la divisió bancària finatiQ, va canviar el seu nom a Singapore Island Bank, per tal de diferenciar els dos negocis separats. Va ser un pur canvi de nom amb el propòsit d'evitar confusions.

### Bank NISP
L'any 2004, l'OCBC Bank va adquirir el 22,5 % de les participacions del PT Bank NISP Tbk ("Bank NISP"), el seu associat com a joint-venture en el PT OCBC Indonèsia fins a 1996. El negoci de Bank NISP és complementari del negoci del OCBC Bank, fort en el sector de la banca al consum. Amb la consecució d'aquesta transacció, el Bank NISP es va convertir en una banca associada de l'OCBC Bank. Bank NISP estava classificat com el 12è banc més gran d'Indonèsia per actius, i tenia una xarxa de 135 sucursals i oficines, amb més de 3000 caixers automàtics.
El mateix any, OCBC l'Bank va adquirir un altre 28,5 % addicional del Bank NISP, augmentant així la seva participació en el Bank NISP fins a un majoritari 51 %. L'OCBC Bank va augmentar aquesta participació al 70,62 % en 2005, i al 74,73 % en 2008. En 2008, Bank NISP va canviar el seu nom a Bank OCBC NISP. En aquest moment, la xarxa d'oficines de Bank OCBC NISP havia crescut fins a les 360 sucursals i oficines i disposava d'una xarxa compartida de 20.000 caixers automàtics en tot el país.
A 30 de setembre de 2010, Bank OCBC NISP donava serveis a clients a través d'una xarxa de 411 oficines en 62 ciutats i una xarxa de 576 caixers automàtics propis i més de 37.500 compartits amb altres entitats, amb una plantilla de 5.995 empleats.

### Keppel Tat Lee Bank
En 2001, l'OCBC Bank va ser la primera entitat financera amb base a Singapur a fer un moviment de consolidació del sector bancari del país amb l'adquisició de Keppel Capital Holdings Ltd i totes les seves subsidiàries, incloses Keppel TatLee Bank Limited, Keppel Securities Private Limited i Keppel TatLee Finance Limited. L'any 2002, OCBC Bank i Keppel TatLee Bank van ser integrats en els àmbits operatiu i legal.